# Copa de España veldrijden 2022
De Copa de España veldrijden 2022 is de zevende editie van de Spaanse Beker Veldrijden. Het regelmatigheidscriterium van de Koninklijke Spaanse Wielerbond omvatte negen wedstrijden.

## Podia
| Categorie     | Winnaar        | Tweede                 | Derde           |
| ------------- | -------------- | ---------------------- | --------------- |
| Mannen elite  | Kevin Suárez   | Gonzalo Inguanzo Macho | Mario Junquera  |
| Vrouwen elite | Lucía González | Sofia Rodriguez Revert | Sara Cueto Vega |

## Wedstrijdschema
| Nr | Datum      | Cross          | Winnaar                      | Leider                 | Winnares               | Leidster        |
| -- | ---------- | -------------- | ---------------------------- | ---------------------- | ---------------------- | --------------- |
| 1  | 02-10-2022 | Gijon          | Kevin Suárez Fernández       | Kevin Suárez Fernández | Lucía González         | Lucía González  |
| 2  | 08-10-2022 | Pontevedra     | Ryan Kamp                    | Kevin Suárez Fernández | Lucía González         | Lucía González  |
| 3  | 30-10-2022 | Les Franqueses | Mario Junquera               | Mario Junquera         | Sara Cueto Vega        | Sara Cueto Vega |
| 4  | 05-11-2022 | Llodio         | Kevin Suárez Fernández       | Kevin Suárez Fernández | Lucía González         | Lucía González  |
| 5  | 06-11-2022 | Karrantza      | Kevin Suárez Fernández       | Kevin Suárez Fernández | Manon Bakker           | Lucía González  |
| 6  | 13-11-2022 | Tarancón       | Kevin Suárez Fernández       | Kevin Suárez Fernández | Lucía González         | Lucía González  |
| 7  | 20-11-2022 | Alcobendas     | Kevin Suárez Fernández       | Kevin Suárez Fernández | Sofia Rodriguez Revert | Lucía González  |
| 8  | 17-12-2022 | Xàtiva         | Felipe Orts                  | Kevin Suárez Fernández | Lucía González         | Lucía González  |
| 9  | 18-12-2022 | Stad Valencia  | Gonzalo Inguanzo Macho (O23) | Kevin Suárez Fernández | Lucía González         | Lucía González  |

## Eindstand

### Mannen elite
| Pos. | Renner                                   | Ploeg                       | GIJ | PON | LES | LLO | KAR | TAR | ALC | XAT | VAL | Punten |
| ---- | ---------------------------------------- | --------------------------- | --- | --- | --- | --- | --- | --- | --- | --- | --- | ------ |
| 1    | Kevin Suárez Fernández                   | Nesta-MMR CX Team           | 1   | 4   | -   | 1   | 1   | 1   | 1   | -   | -   | 139    |
| 2    | Gonzalo Inguanzo Macho (O23)             | G.D. Supermercados Froiz    | 4   | 12  | 2   | -   | -   | 2   | 2   | 4   | 1   | 117    |
| 3    | Mario Junquera                           | Unicaja Banco-Ayto Gijon    | 2   | -   | 1   | -   | -   | 4   | 3   | 10  | -   | 81     |
| 4    | Julio Perez Serdio (O23)                 | Caja Rural-Alea             | 5   | 13  | 6   | 7   | 6   | 5   | 6   | 13  | -   | 69     |
| 5    | Diego Ruiz de Arcaute Diaz de Alda (O23) | Caja Rural-Alea             | 11  | -   | 4   | 13  | 8   | 8   | 5   | -   | 7   | 59     |
| 6    | Miguel Rodriguez Novoa (O23)             | G.D. Supermercados Froiz    | -   | 14  | 5   | -   | -   | 3   | 4   | 9   | 8   | 59     |
| 7    | Felipe Orts                              | Burgos-BH                   | -   | 2   | -   | -   | -   | -   | -   | 1   | 5   | 57     |
| 8    | Jofre Cullell Estape                     | Primaflor Mondraker Genuins | -   | -   | 7   | 4   | 5   | -   | -   | 7   | 10  | 50     |
| 9    | Alain Suárez Fernández (O23)             | Nesta-MMR CX Team           | 14  | -   | -   | 6   | 15  | 9   | -   | 5   | 3   | 48     |
| 10   | Tomás Misser Vilaseca                    | Club Ciclista El Corredor   | 3   | -   | 10  | -   | 13  | 7   | 8   | 11  | 15  | 48     |
| 11   | Clément Venturini                        | AG2R-Citroën                | -   | -   | -   | -   | -   | -   | -   | 2   | 2   | 40     |
| 12   | Anton Ferdinande                         | Deschacht CX Team           | -   | -   | -   | 2   | 2   | -   | -   | -   | -   | 40     |
| 13   | Eliote Ponchon (O23)                     | VC Villefranche Beaujolais  | 7   | -   | 3   | 10  | 10  | -   | -   | -   | -   | 37     |
| 14   | Luke Verburg (O23)                       | 2 Moso                      | -   | 3   | -   | -   | -   | -   | -   | 12  | 6   | 30     |
| 15   | Lander Loockx                            | -                           | -   | -   | -   | 3   | 4   | -   | -   | -   | -   | 30     |
| 16   | Gilles Cyprien                           | -                           | -   | -   | -   | 5   | 3   | -   | -   | -   | -   | 28     |
| 19   | Ryan Kamp                                | -                           | -   | 1   | -   | -   | -   | -   | -   | -   | -   | 25     |
| 22   | Fabien Doubey                            | -                           | -   | -   | -   | -   | -   | -   | -   | 3   | -   | 16     |

| Legenda | Legenda | Legenda | Legenda  | Legenda  | Legenda         | Legenda              |
| ------- | ------- | ------- | -------- | -------- | --------------- | -------------------- |
| 1e plek | 2e plek | 3e plek | 4 t/m 25 | afgelast | niet uitgereden | - (niet deelgenomen) |

### Vrouwen elite
| Pos. | Renner                        | Ploeg                       | GIJ | PON | LES | LLO | KAR | TAR | ALC | XAT | VAL | Punten |
| ---- | ----------------------------- | --------------------------- | --- | --- | --- | --- | --- | --- | --- | --- | --- | ------ |
| 1    | Lucía González                | Nesta-MMR CX Team           | 1   | 1   | -   | 1   | 2   | 1   | 2   | 1   | 1   | 190    |
| 2    | Sofia Rodriguez Revert        | Bizkaia-Durango             | 2   | 2   | -   | 5   | 3   | 2   | 1   | 2   | 2   | 153    |
| 3    | Sara Cueto Vega               | Unicaja Banco-Ayto Gijon    | 3   | 5   | 1   | 3   | 4   | 3   | 3   | -   | -   | 115    |
| 4    | Irene Trabazo Bragado         | XSM-Santome de Piñeiro      | 4   | 11  | 2   | -   | 7   | 4   | 4   | 5   | 5   | 100    |
| 5    | Sara Bonillo Talens (O23)     | Cams-Basso                  | 6   | 14  | 3   | 13  | -   | 11  | 9   | 7   | 7   | 61     |
| 6    | Alicia González               | Movistar                    | -   | 6   | -   | -   | -   | 5   | 5   | 3   | -   | 50     |
| 7    | Amélie Laquebe                | -                           | 7   | -   | 5   | 7   | 8   | 8   | -   | -   | -   | 46     |
| 8    | Manon Bakker                  | -                           | -   | -   | -   | 2   | 1   | -   | -   | -   | -   | 45     |
| 9    | Marta Beti Perez (O19)        | Rio Miera-Cantabria Deporte | 13  | -   | 9   | -   | -   | 9   | 10  | 8   | 8   | 39     |
| 10   | Paula Diaz Lopez              | Rio Miera-Cantabria Deporte | 8   | 12  | -   | 15  | 11  | 6   | 6   | -   | -   | 38     |
| 11   | Laura Maria Mira Juarez (O19) | G.D. Supermercado Froiz     | 10  | 13  | -   | -   | -   | 12  | 8   | 14  | 6   | 33     |
| 12   | Alba Teruel                   | Bizkaia-Durango             | -   | -   | -   | -   | -   | -   | -   | 4   | 3   | 30     |
| 24   | Laura Verdonschot             | -                           | -   | 3   | -   | -   | -   | -   | -   | -   | -   | 16     |

## Puntenverdeling per wedstrijd
De rijders verdienden punten aan de hand van de volgende tabel.
| Positie | 1  | 2  | 3  | 4  | 5  | 6  | 7 | 8 | 9 | 10 | 11 | 12 | 13 | 14 | 15 | telt niet |
| Punten  | 25 | 20 | 16 | 14 | 12 | 10 | 9 | 8 | 7 | 6  | 5  | 4  | 3  | 2  | 1  | 0         |

Kampioenschappen:  Wereldkampioenschappen ·
 Europese kampioenschappen ·
 Belgische kampioenschappen ·
 Nederlandse kampioenschappen
Klassementen:  Wereldbeker ·
 Superprestige ·
 X²O Badkamers Trofee ·
 TOI TOI Cup ·
 USCX Series ·
 Coupe de France ·
 National Trophy Series ·
 Copa de España ·
 Swiss Cyclocross Cup ·
 New England Series
Overig:  Exact Cross ·  Losse crossen België
Geen UCI-cat.:  Giro d'Italia Ciclocross
2016 · 2017 · 2018 · 2019 · 2020 · 2021 · 2022 · 2023 · 2024